# Agnyphantes arboreus
Agnyphantes arboreus là một loài nhện trong họ Linyphiidae.
Loài này thuộc chi Agnyphantes. Agnyphantes arboreus được James Henry Emerton miêu tả năm 1915.